# Chaetonotus microchaetus
Chaetonotus microchaetus är en djurart som tillhör fylumet bukhårsdjur, och som beskrevs av Preobrajenskaja 1926. Chaetonotus microchaetus ingår i släktet Chaetonotus och familjen Chaetonotidae. Inga underarter finns listade i Catalogue of Life.